# Zovi Do
Zovi Do (en serbe cyrillique : Зови До) est un village de Bosnie-Herzégovine. Il est situé dans la municipalité de Nevesinje et dans la république serbe de Bosnie. Selon les premiers résultats du recensement bosnien de 2013, il compte 307 habitants.
Les parents de comedien Hollywoodien Brad Dexter sont originaires de ce village.

## Démographie

### Évolution historique de la population dans la localité
| 1948 | 1953 | 1961 | 1971 | 1981 | 1991 | 2013 |
| ---- | ---- | ---- | ---- | ---- | ---- | ---- |
| -    | -    | 858  | 733  | 519  | 422, | 307  |

|  |

### Communauté locale
En 1991, la communauté locale de Zovi Do comptait 771 habitants, répartis de la manière suivante :